# Aeroport Internacional Murtala Mohammed
L'Aeroport Internacional Murtala Muhammed (MMIA) (IATA: ELS, OACI: DNMM) és un aeroport internacional situat a Ikeja, estat de Lagos a Nigèria, i és el principal aeroport de la ciutat de Lagos.